# Бродич
Бродич (хорв. Brodić) — населений пункт у Хорватії, у Копривницько-Крижевецькій жупанії у складі громади Фердинандоваць.

## Населення
Населення за даними перепису 2011 року становило 74 осіб.
Динаміка чисельності населення поселення: